# LGBT in Uruguay

Geografische Lage von Uruguay

Unter LGBT in Uruguay versteht sich die Lebenssituation und rechtliche Stellung von Personen in Uruguay, die von der Heteronormativität abweichen (so genannte queere Menschen). Das betrifft schwule, lesbische, bisexuelle, transgeschlechtliche und intergeschlechtliche Personen (LGBT).

## Antidiskriminierungsgesetze
Seit 2004 besteht auf gesetzlicher Ebene ein Antidiskriminierungsgesetz, das eine Diskriminierung aufgrund sexueller Orientierung verbietet. Eine Kommission wurde in Uruguay im März 2007 eingerichtet, die Diskriminierungen verfolgt.

## Homosexualität in Uruguay
Homosexuelle Handlungen sind in Uruguay bereits seit 1934 legalisiert. Das Schutzalter liegt einheitlich bei 15 Jahren. Im Jahr 2009 wurde ein Dekret verabschiedet, welches es homosexuelle Menschen gestattet, in den Streitkräften, den Fuerzas Armadas del Uruguay, zu dienen.

### Anerkennung gleichgeschlechtlicher Ehen

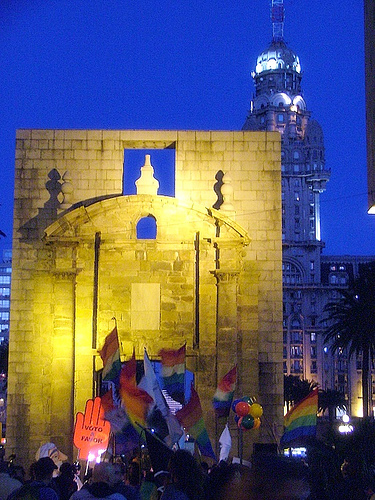
Gay-Pride-Parade in Montevideo (2006)

Eingetragene Lebenspartnerschaften sind in Uruguay ab dem 1. Januar 2008 möglich. Das Gesetz zur landesweiten Zulassung Eingetragener Lebenspartnerschaften wurde von der Senatorin Margarita Percovich maßgeblich initiiert. Präsident Tabaré Vázquez unterzeichnete am 27. Dezember 2007 das Gesetz. Nach dem Repräsentantenhaus hat nun auch der Senat Uruguays mit deutlicher Mehrheit die Gleichstellung von gleichgeschlechtlichen  Paaren im Adoptionsrecht beschlossen – das Gesetz sei eine Erweiterung der Kinderrechte, erklärte eine Senatorin.
Im Frühjahr 2011 wurde im Parlament ein Gesetzentwurf zur Eheöffnung seitens des regierenden linksgerichteten Parteienbündnisses „Frente Amplio“ (Breite Front) unter der Führung des Abgeordneten Sebastián Sabini eingebracht. Am 12. Dezember 2012 wurde der Gesetzentwurf mit breiter Mehrheit im Parlament angenommen. Auch der Senat stimmte einem vergleichbaren Gesetzesentwurf am 2. April 2013 mit 23 zu 8 Stimmen zu. Da sich die Gesetzesentwürfe von Parlament und Senat geringfügig unterscheiden, muss ein Vermittlungsausschuss die Entwürfe geringfügig angleichen, bevor beide Kammern erneut darüber abstimmen. Präsident José Mujica hatte bereits angekündigt, das Gesetz so bald wie möglich unterzeichnen zu wollen. Diese Zustimmung erfolgte am 11. April 2013 im Unterhaus und das Gesetz zur Eheöffnung wurde am 7. Mai 2013 vom Präsidenten unterzeichnet. Das Gesetz trat am 1. August 2013 in Kraft.

## Rechtliche Anerkennung einer dritten Geschlechtsoption
Seit Oktober 2018 ist in Uruguay ein rechtlicher Geschlechtseintrag als „nicht männlich/weiblich“ möglich (nichtbinär).
Der Nachbarstaat Argentinien erkennt seit 2012 eine dritte Geschlechtsoption an, Chile seit Anfang 2019 und Kolumbien seit März 2022 (siehe Staaten mit Anerkennung einer dritten Geschlechtsoption).

## Gesellschaftliche Situation
Eine LGBT-Gemeinschaft findet sich vorwiegend in der Hauptstadt Montevideo.